# Dégradation des récifs coralliens maldiviens
 (février 2024).

## Processus globaux
Les récifs sont globalement touchés par des phénomènes liés aux changements climatiques induits par le réchauffement global de la planète.

### Augmentation de la température des océans

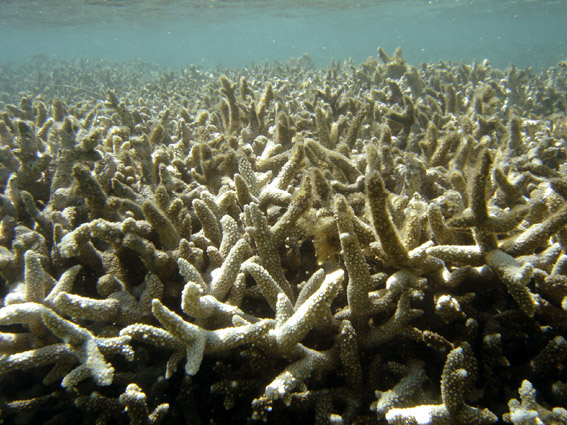
Corail blanchi

La présence accrue de CO2 et d'autres gaz à effet de serre dans l’atmosphère augmente la température de l'air. L'air ainsi réchauffé induit une 
augmentation de la température de la surface des océans ce qui provoque un stress thermique sur le corail qui blanchit. Le corail est ainsi affaibli, son potentiel reproductif est affecté, sa croissance est réduite, la calcification est diminuée et le corail est plus vulnérable aux maladies. Si le blanchissement persiste, le corail meurt.

### Changement de la composition chimique des océans
De plus, l'augmentation de la concentration en CO2 dans l'atmosphère accroit aussi la concentration en CO2 dissous dans l’eau. De cette manière les océans sont plus acides. Cette acidité accrue a pour conséquences la réduction de la croissance du corail maldivien et l'altération de la capacité du corail à maintenir sa structure physique par la diminution du niveau de saturation de l’aragonite qui est un composé nécessaire à la construction du squelette des coraux.
En 2030, les projections annoncent que le niveau d’aragonite sera idéal pour moins de la moitié de la surface actuelle des récifs.

### Augmentation du niveau des océans
Le réchauffement de l’atmosphère par augmentation de la concentration en CO2 agit aussi sur la température des océans. L'eau se dilate et les glaces terrestres fondent, ce qui entraine l'élévation du niveau des océans. Les conditions environnementales qui étaient idéales pour le développement des coraux en termes de lumière et de radiation des ultra-violets sont changées. Le corail blanchit à cause du stress environnemental.
D'après le rapport du GIEC de 2007, l'élévation du niveau des mers d'ici 2100 pourrait être comprise entre 18 et 42 cm.

### Augmentation de la fréquence des perturbations naturelles
Les projections jusqu’en 2100 annoncent une augmentation de l’intensité des pluies de 20 à 30 %. L’intensité des cyclones tropicaux augmenterait aussi pour la même période de 10 à 20 %.
Or les pluies abondantes réduisent la salinité de l’eau. Les conditions environnementales n'étant plus les mêmes, le corail blanchit ce qui peut le tuer si le stress salin est prolongé. De plus les tempêtes détruisent ou fragilisent, par la force des courants, une partie du platier récifal. Si la fréquence de ces perturbations augmente, le corail sera incapable de se reconstruire car ces phénomènes destructeurs seront trop rapprochés.
De plus, des études montrent l’existence d’une corrélation entre certaines phases de blanchissement et El Niño. Cependant, les simulations numériques de causalité sont peu concluantes.

## Processus locaux
Les Maldives reposent totalement sur les ressources côtières et maritimes pour leur subsistance et leur développement économique.  De ce fait l’exploitation des ressources par l’homme entraine des menaces sur cet écosystème.

### Développement côtier, pollution et tourisme
Le dispersement des îles nécessite la construction d’un port et/ou d’un aéroport sur chacune d’entre elles.  Pour ce faire, le récif est dragué pour le passage des bateaux.  Les matériaux extraits peuvent ensuite servir à agrandir l’île par remblaiement du récif à un autre endroit.

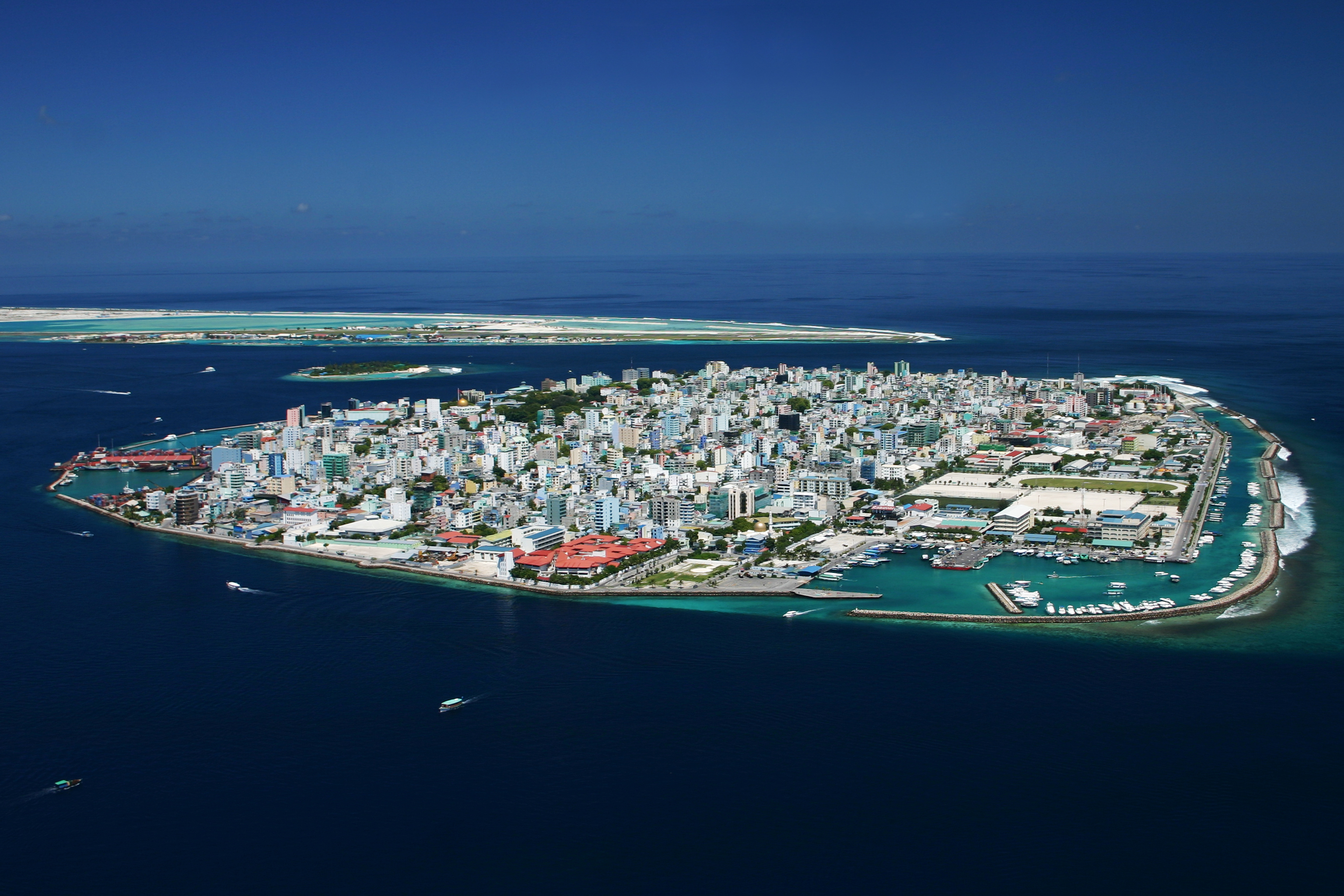
L'île de Malé

Pour pallier l’érosion côtière naturelle, certaines infrastructures non-durables sont implantées alors qu'elles renforcent même le phénomène d'érosion.  Les ouvrages lourds, c’est-à-dire des murs de protection, des cordons d’enrochement ou encore des gabions, font partie des mesures qui renforcent l’érosion côtière.
L’île de Malé est un exemple d’île où la mise en œuvre de solutions à l’encontre de l’érosion côtière a échoué et a nui au récif.  L’île-capitale s’étendait à l’origine sur 108 ha et son platier récifal (deux fois plus grand que la surface immergée) protégeait l’île de la houle des tempêtes.  En 1979, des terre-pleins ont été construits pour pouvoir accueillir une plus grande population, l’île a ainsi gagné 15 ha de terres sur le récif.  De 1979 à 1986, 60 ha ont été rajoutés à cause de la forte pression démographique de la capitale et ceci au détriment de la quasi-totalité du platier récifal.  Ces zones artificielles sont systématiquement submergées lors des tempêtes car la houle n’est plus brisée par le récif qui a disparu.  Des ouvrages de défense ont alors été construits mais ils se sont révélés inefficaces face aux vagues, et ont dû être renforcés à des coûts exorbitants.  12 millions de dollars d’aides internationales ont été nécessaires pour la construction de 1,5 km de brise-lames au sud de l’île.  Les matériaux utilisés à la fois pour le remblaiement et pour la protection des côtes sont en partie constitués de blocs de corail ou de sable corallien.

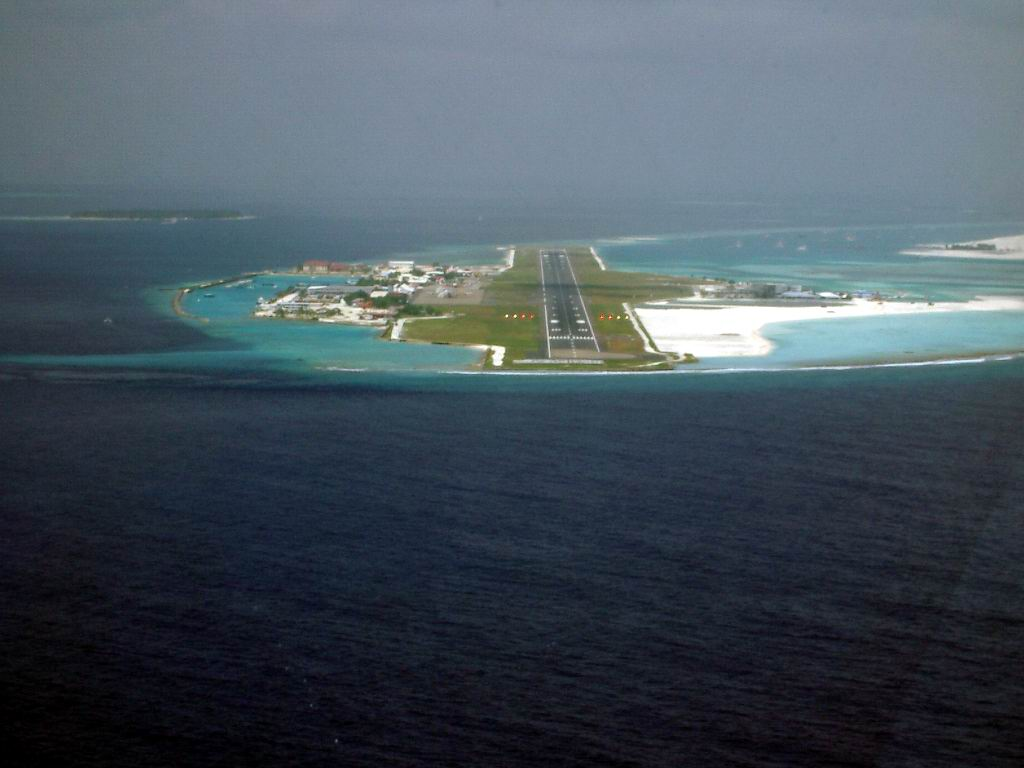
Aéroport international d'Hulhulé

  L’île-aéroport de Hulhulé rencontre les mêmes problèmes.
Les déchets solides : 16,5 kg de déchets par visiteur par semaine ; 2.48 kg par habitant de la capitale par jour et 0.66 kg de déchets par personne habitant dans 
les atolls.  Ces déchets sont soit transportés jusqu’à une île poubelle appelée Thilafushi (à l’ouest de Malé), soit déversés près de la plage ou encore brûlés à ciel ouvert.  L’ile poubelle, grandirait de 1 m² par jour en raison de la quantité de déchets acheminés quotidiennement.  La proximité de ces déchets par rapport au récif laisse à penser que ce dernier est affecté par cette pollution.  Les déchets flottants en permanence autour de l’île poubelle doivent avoir privé de lumière les coraux, les produits déversés doivent avoir fait fuir les animaux aquatiques et les algues pourraient proliférer.
Les îles Maldives ne disposent pas d’un réseau de traitement des eaux usées.  Les effluents des fosses septiques et les eaux sales sont déversés directement dans l’océan.  Ces eaux riches en nutriments affectent la croissance de certains coraux qui préfèrent des conditions pauvres en nutriments.  De plus, ceci a pour conséquence la croissance locale d’algues et d’herbes marines qui peuvent ensuite se propager à plus grande échelle et nuire au corail.
Les blocs de corail et le sable corallien sont les seuls matériaux de construction disponibles sur place dans le pays.  L’importation d'autres matériaux coûtant trop cher, le minage du corail et le prélèvement du sable sont régulièrement pratiqués.
45 % des touristes pratiquent la plongée durant leur séjour aux Maldives.  Ces plongeurs parfois irrespectueux arrachent du corail en guise de souvenir et l'abîment en marchant sur le platier récifal.

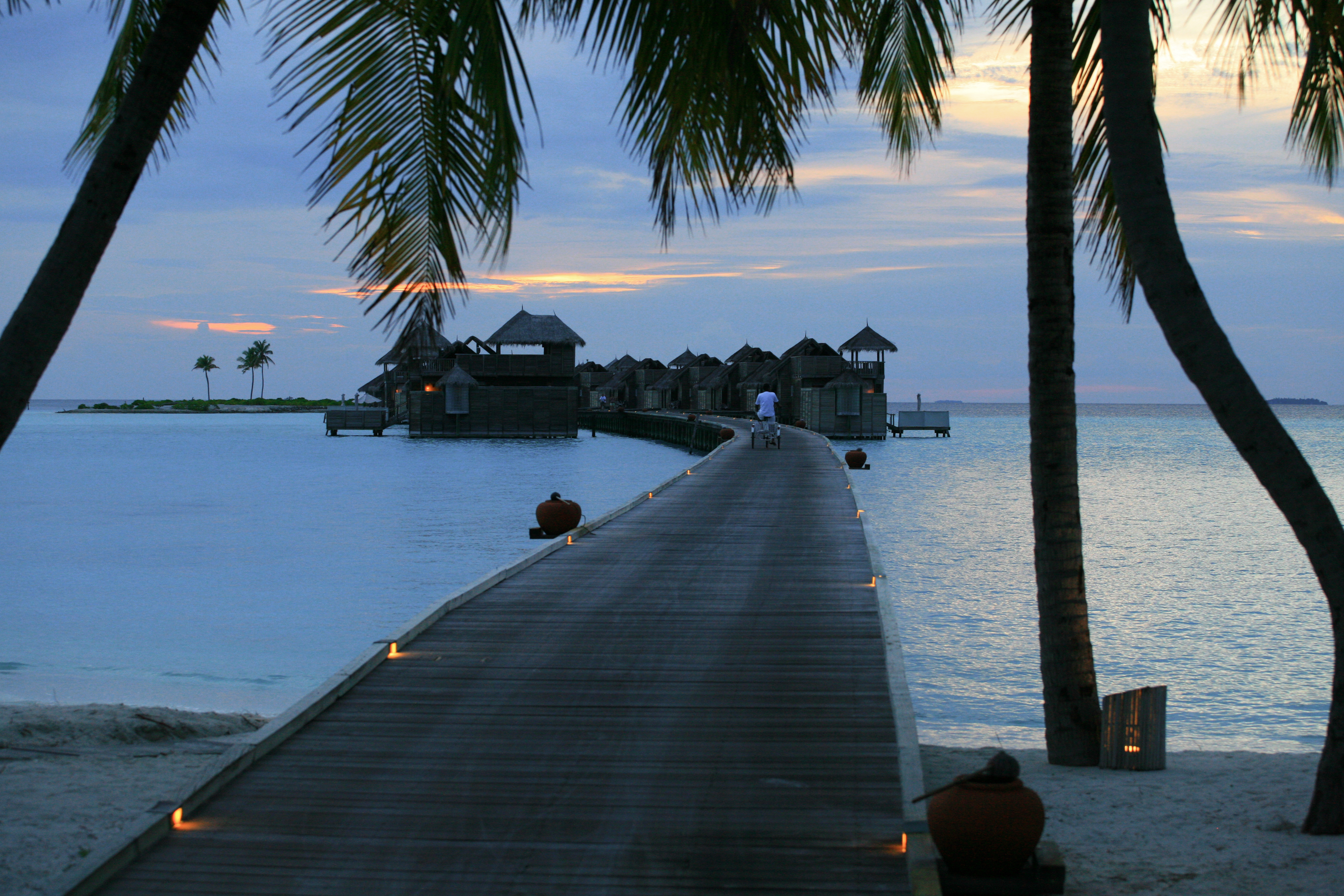
Bungalows sur pilotis

Les bungalows sur pilotis sont très populaires auprès des touristes et sont construits à même le récif qui est endommagé par la fixation des poteaux soutenant le pavillon.
De nombreuses îles-hôtels possèdent des plages artificielles faites de corail concassé en provenance des mines de corail.  En effet, les plages naturelles ne sont pas toujours favorables au tourisme car elles sont rocheuses.  Ces plages s’érodent et doivent donc être rechargées chaque année.  Pour l’île-hôtel d’Ihuru, le montant annuel de la recharge de ces plages s’élève à 50 000 dollars.
Là où la baignade est difficile à cause de la faible profondeur, on drague le récif pour créer des « piscines artificielles » dans le récif.
Comme certaines îles non touristiques, les îles-hôtels draguent le récif pour la construction d’infrastructures portuaires.  D'après Cazes-Duvat V. & Magnan A., 37 des 76 îles étudiées ont pratiqué le rabotage du platier récifal pour l’implantation de leur complexe hôtelier.
Les îles-hôtels construisent aussi des ouvrages de défense contre l’érosion côtière pour protéger leurs bungalows très proches des côtes et leurs bungalows « pieds dans l’eau ».  Les plages perdent leur attractivité à cause de la construction de murs, de digues…

### Surpêche

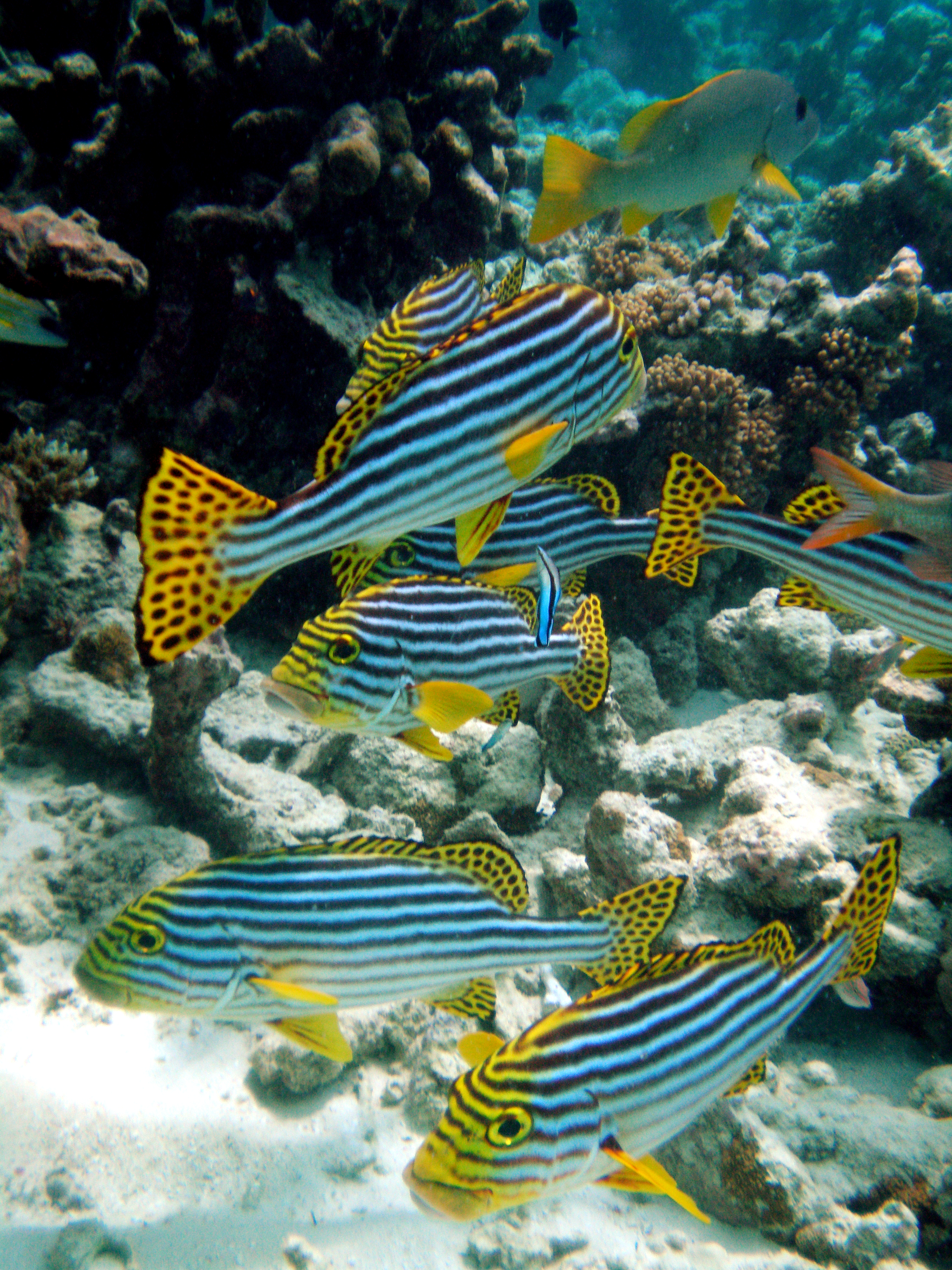
Maldives Oriental sweetlips, Plectorhinchus vittatus.

La pêche de poissons de récifs était à l’origine un moyen de subsistance de la population. Aujourd’hui son but est plus commercial, pour fournir les îles touristiques et les pays étrangers.  Elle permet d’ailleurs d’occuper les pêcheurs lorsque la pêche de thons est médiocre.  Le thon est le poisson principalement consommé par la population locale.  Par contre, les poissons de récifs sont prisés par les touristes et les consommateurs situés à l’étranger.  La quantité et la diversité des espèces pêchées progressent d’année en année, ce qui augmente le risque de surexploitation des ressources récifales.  En effet, même si les Maldives sont reconnues pour leur grande biodiversité marine, chaque espèce est peu représentée.  L’exportation des loches est passée d’environ 200 tonnes en 1994 à 1000 tonnes en 1995.
Aux Maldives il est interdit de capturer des coquillages, des tortues, des jeunes homards, des homards en période de pondaison et d’autres espèces encore.

### Transport maritime
Les ressources du pays sont limitées, l’importation de marchandises est nécessaire au développement du pays surtout pour le secteur du tourisme.  De 1998 à 2009, les importations sont passées de 310 millions de dollars à 970 millions de dollars ; en dix ans les importations ont donc été multipliées par 3,1. Il s’ensuit donc une augmentation de la fréquence du transport maritime.  Ce moyen de transport présente des risques potentiels de pollution marine: pollution due à la consommation de pétrole et déversements divers dans la mer.
Si le transport maritime augmente, de nouvelles infrastructures portuaires devront être aménagées pour accueillir les marchandises.  Les ports devront se développer, ce qui implique un dragage du récif pour leur extension ou leur accessibilité via des chenaux de navigation.